# Teinturier du Cher
Teinturier du Cher (ⓘ) ist eine Rotweinsorte. Sie ist sehr alt und wurde wahrscheinlich aus einer Wildrebe selektioniert. Sie gilt als Ursprung aller neugezüchteten Färbertrauben. Sie wurde schon im 17. Jahrhundert in der Gegend von Orléans an der mittleren Loire zum Einbringen der Farbe bei Verschnitten verwendet. In Südafrika war sie ein wichtiger Bestandteil des roten Constantia. Im Bereich der Neuzüchtungen spielte sie eine sehr große Rolle. Louis Bouschet gelang mit ihr und der Rebsorte Aramon 1824 eine der ersten erfolgreichen Kreuzungen von Rebsorten.  Über die daraus entstandene Rebsorte mit dem Namen Petit Bouschet wurden eine ganze Reihe neuer Färbertrauben entwickelt, die einen großen kommerziellen Erfolg erfuhren. Nach dem Befall der europäischen Rebflächen durch die Reblaus spielten diese Färbertrauben ebenfalls eine wichtige Rolle bei der Entwicklung reblausresistenter Hybridreben. 
Teinturier du Cher stellte neben vielen anderen auch bei den deutschen Neuzüchtungen Dunkelfelder, Deckrot und Kolor einen Elternteil.
Synonyme: Alicante, Auvernat Teint, Bayonner, Black Spanish, Bluttraube (Deutschland), Borgugnon Nigrum, Bourguignon Noir, Bretonneria, Färbertraube (Deutschland), Furber, Gros Noir, Gros Noir de Villebarou, Mauré, Morieu, Negrier, Néraut, Neurat, Nigrier, Noir à Tacher, Noir d’Espagne, Noir d’Orléans, Noiraut, Oporto, Plant des Bois, Plant d’Espagne, Pontack, Pontak, Pontiac, Raisin d’Orléans, Rubintraube, Tachant, Teinse, Teint, Teinteau, Teintevin, Teinturier, Teinturier femelle (auch cinq fois coloré genannt), Teinturier mâle (auch dix fois coloré genannt), Tinta Francisca, Tintentraube (Deutschland), Tinto und Uva Tinta.
In Deutschland belegt Teinturier du Cher lediglich 15 ha.
Abstammung: vermutlich eine Wildrebe